# Isla Litchfield
La isla Litchfield es un isla rocosa de la Antártida de 0,5 millas de largo y 50 m de altitud. Se ubica a 0,5 millas al sur de punta Norsel, en la costa sudoeste de la isla Anvers en el archipiélago Palmer. 
Fue inspeccionada por el FIDS británico en 1955 y nombrada por el Comité de Topónimos de Antártico del Reino Unido (UK-APC) en honor a Douglas B. Litchfield, el ayudante general y el alpinista de la Base Puerto Arthur en 1955, quién ayudó a la exploración local e hizo numeroso sondeos por el mar helado de los alrededores del isla.

## Reclamaciones territoriales
Argentina incluye a la isla en el departamento Antártida Argentina dentro de la provincia de Tierra del Fuego, Antártida e Islas del Atlántico Sur; para Chile forma parte de la comuna Antártica de la provincia Antártica Chilena dentro de la Región de Magallanes y de la Antártica Chilena; y para el Reino Unido integra el Territorio Antártico Británico. Las tres reclamaciones están sujetas a los términos del Tratado Antártico.
Nomenclatura de los países reclamantes: 
- Argentina: ?
- Chile: isla Litchfield
- Reino Unido: Litchfield Island